# Giuseppe Gamba
Giuseppe Gamba (ur. 25 kwietnia 1857 w San Damiano d’Asti, zm. 26 grudnia 1929 w Turynie) – włoski duchowny katolicki, kardynał, Arcybiskup Turynu.
Święcenia kapłańskie przyjął 18 września 1880 w Asti. W latach 1883–1901 pełnił funkcję wikariusza generalnego diecezji Asti. 16 grudnia 1901 został wybrany biskupem Bielli. 23 lutego 1902 przyjął sakrę z rąk biskupa Giacinto Arcangeliego (współkonsekratorami byli biskupi Giuseppe Francesco Re i Luigi Spandre). 13 sierpnia 1906 przeszedł na arcybiskupstwo Novary. 20 grudnia 1923 objął turyńską metropolię, na której pozostał już do śmierci. 20 grudnia 1926 Pius XI wyniósł go do godności kardynalskiej z tytułem prezbitera bazyliki Santa Maria sopra Minerva.